# Lopatanj
Lopatanj (cyr. Лопатањ) – wieś w Serbii, w okręgu kolubarskim, w gminie Osečina. W 2011 roku liczyła 1110 mieszkańców.